# ヴェリー・ベスト・オブ・ヴァン・ヘイレン
『ヴェリー・ベスト・オブ・ヴァン・ヘイレン』（原題：The Best Of Both Worlds）は、ヴァン・ヘイレンが2004年に発表した、キャリアにおいて2作目のベスト・アルバム。

## 背景
2004年のカムバック・ツアー（2代目ボーカリストのサミー・ヘイガーが再加入）に伴い発売された。デイヴィッド・リー・ロスおよびヘイガーの在籍時のアルバムから選曲され、ゲイリー・シェローン在籍時の曲は収録されていない。
「イッツ・アバウト・タイム」、「アップ・フォー・ブレックファスト」、「ラーニング・トゥ・シー」は、ヘイガーを含むラインナップで録音された新曲で、これらの曲はマイケル・アンソニー不在の時期にバッキング・トラックが録音され、アンソニーはコーラスのみの参加となった。なお、ヘイガーは2021年のインタビューで「アップ・フォー・ブレックファスト」を自信作として挙げ、自身のバンド「ザ・サークル」のセットリストにも入れたいと語っている。

## 反響・評価
母国アメリカでは、合計17週にわたりBillboard 200入りし、最高3位を記録して、2004年8月にはRIAAによりプラチナ・ディスクの認定を受けた。Stephen Thomas Erlewineはオールミュージックにおいて5点満点中4.5点を付け「堂々としたロック・スターを崇拝するファンにとっては、夢を体現してみせたダイアモンド・デイヴ時代の曲に惹かれるのは当然のことだが、両名の音楽性には各々の良さがあり、最終的には優れた音楽として結実している。しかし、デイヴ在籍時とサミー在籍時の曲が、時系列も音楽性もまとまりも無視して並べられている『ヴェリー・ベスト・オブ・ヴァン・ヘイレン』では、そうしたことが分かりにくくなっている」と評している。

## 収録曲
特記なき楽曲はサミー・ヘイガー、エドワード・ヴァン・ヘイレン、マイケル・アンソニー、アレックス・ヴァン・ヘイレンの共作。

### ディスク1
1. 暗闇の爆撃 - "Eruption" (David Lee Roth, Edward Van Halen, Michael Anthony, Alex Van Halen) - 1:43
  - 『炎の導火線』（1978年）収録
2. イッツ・アバウト・タイム - "It's About Time" (Sammy Hagar, E. Van Halen, A. Van Halen) - 4:15
  - 新曲
3. アップ・フォー・ブレックファスト - "Up for Breakfast" (S. Hagar, E. Van Halen, A. Van Halen) - 4:57
  - 新曲
4. ラーニング・トゥ・シー - "Learning to See" (S. Hagar, E. Van Halen, A. Van Halen) - 5:15
  - 新曲
5. エイント・トーキン・アバウト・ラヴ - "Ain't Talkin' 'Bout Love" (D. L. Roth, E. Van Halen, M. Anthony, A. Van Halen) - 3:48
  - 『炎の導火線』収録
6. フィニッシュ・ホワット・ヤ・スターテッド - "Finish What Ya Started" - 4:24
  - 『OU812』（1988年）収録
7. ユー・リアリー・ガット・ミー - "You Really Got Me" (Ray Davies) - 2:38
  - 『炎の導火線』収録
8. ドリームス - "Dreams" - 4:53
  - 『5150』（1986年）収録
9. ホット・フォー・ティーチャー - "Hot for Teacher" (D. L. Roth, E. Van Halen, M. Anthony, A. Van Halen) - 4:43
  - 『1984』（1984年）収録
10. パウンドケーキ - "Poundcake" - 5:20
  - 『F@U#C%K』（1991年）収録
11. ロックン・ロール・ベイビー - "And the Cradle Will Rock..." (D. L. Roth, E. Van Halen, M. Anthony, A. Van Halen) - 3:34
  - 『暗黒の掟』（1980年）収録
12. ブラック・アンド・ブルー - "Black and Blue" - 5:27
  - 『OU812』収録
13. ジャンプ - "Jump" (D. L. Roth, E. Van Halen, M. Anthony, A. Van Halen) - 4:04
  - 『1984』収録
14. トップ・オブ・ザ・ワールド - "Top of the World" - 3:54
  - 『F@U#C%K』収録
15. オー・プリティ・ウーマン - "(Oh) Pretty Woman" (Roy Orbison, Bill Dees) - 2:53
  - 『ダイヴァー・ダウン』（1982年）収録
16. ラヴ・ウォークス・イン - "Love Walks In" - 5:11
  - 『5150』収録
17. ビューティフル・ガールズ - "Beautiful Girls" (D. L. Roth, E. Van Halen, M. Anthony, A. Van Halen) - 3:57
  - 『伝説の爆撃機』（1979年）収録
18. キャント・ストップ・ラヴィン・ユー - "Can't Stop Lovin' You" - 4:08
  - 『バランス』（1995年）収録
19. アンチェインド - "Unchained" (D. L. Roth, E. Van Halen, M. Anthony, A. Van Halen) - 3:29
  - 『戒厳令』（1981年）収録

### ディスク2
1. パナマ - "Panama" (D. L. Roth, E. Van Halen, M. Anthony, A. Van Halen) - 3:32
  - 『1984』収録
2. ベスト・オブ・ボース・ワールズ - "Best of Both Worlds" - 4:49
  - 『5150』収録
3. ジェイミーの涙 - "Jamie's Cryin'" (D. L. Roth, E. Van Halen, M. Anthony, A. Van Halen) - 3:30
  - 『炎の導火線』収録
4. ランアラウンド - "Runaround" - 4:20
  - 『F@U#C%K』収録
5. ウェイト - "I'll Wait" (D. L. Roth, E. Van Halen, M. Anthony, A. Van Halen, Michael McDonald) - 4:42
  - 『1984』収録
6. ホワイ・キャント・ディス・ビー・ラヴ - "Why Can't This Be Love" - 3:48
  - 『5150』収録
7. 悪魔のハイウェイ - "Runnin' with the Devil" (D. L. Roth, E. Van Halen, M. Anthony, A. Van Halen) - 3:36
  - 『炎の導火線』収録
8. ホエン・イッツ・ラヴ - "When It's Love" - 5:38
  - 『OU812』収録
9. ダンシング・イン・ザ・ストリート - "Dancing in the Street" (Marvin Gaye, Ivy Jo Hunter, William Stevenson) - 3:45
  - 『ダイヴァー・ダウン』収録
10. ノット・イナフ - "Not Enough" - 6:48
  - 『バランス』収録
11. フィールズ・ソー・グッド - "Feels So Good" - 4:32
  - 『OU812』収録
12. ライト・ナウ - "Right Now" - 5:22
  - 『F@U#C%K』収録
13. エヴリバディ - "Everybody Wants Some!!" (D. L. Roth, E. Van Halen, M. Anthony, A. Van Halen) - 5:10
  - 『暗黒の掟』収録
14. 踊り明かそう - "Dance the Night Away" (D. L. Roth, E. Van Halen, M. Anthony, A. Van Halen) - 3:10
  - 『伝説の爆撃機』収録
15. エイント・トーキン・アバウト・ラヴ（ライヴ） - "Ain't Talkin' 'Bout Love (Live)" (D. L. Roth, E. Van Halen, M. Anthony, A. Van Halen) - 4:43
  - 『ライヴ:ライト・ヒア、ライト・ナウ』（1993年）収録
16. パナマ（ライヴ） - "Panama (Live)" (D. L. Roth, E. Van Halen, M. Anthony, A. Van Halen) - 6:39
  - 『ライヴ:ライト・ヒア、ライト・ナウ』収録
17. ジャンプ（ライヴ） - "Jump (Live)" (D. L. Roth, E. Van Halen, M. Anthony, A. Van Halen) - 4:20
  - 『ライヴ:ライト・ヒア、ライト・ナウ』収録

## 参加ミュージシャン
- サミー・ヘイガー - ボーカル(on Disc 1 - #2, #3, #4, #6, #8, #10, #12, #14, #16, #18 / Disc 2 - #2, #4, #6, #8, #10, #11, #12, #15, #16, #17)
- デイヴィッド・リー・ロス - ボーカル(on Disc 1 - #5, #7, #9, #11, #13, #15, #17, #19 / Disc 2 - #1, #3, #5, #7, #9, #13, #14)
- エドワード・ヴァン・ヘイレン - ギター、キーボード、ベース(on Disc 1 - #2, #3, #4)
- マイケル・アンソニー - ベース、バッキング・ボーカル
- アレックス・ヴァン・ヘイレン - ドラムス